# Carlos Carrizosa
Carlos Carrizosa Torres (Barcelona, 22 de marzo de 1964) es un abogado y político español. Es licenciado en Derecho por la Universidad de Barcelona y miembro del Colegio de la Abogacía de Barcelona.

## Trayectoria
Carrizosa ha sido diputado de Ciudadanos-Partido de la Ciudadanía (Cs) en el Parlamento de Cataluña entre 2012 y 2024. Es miembro del comité ejecutivo de la formación desde 2011, habiéndolo sido también entre 2007 y 2009. Fue el número dos de la formación por Barcelona en las elecciones municipales españolas de 2011 y en las elecciones al Parlamento de Cataluña de 2012 fue elegido como diputado.
Fue portavoz adjunto de Cs al Parlamento de Cataluña, donde fue el representante de su partido en la comisión del caso Pujol y en la ponencia parlamentaria de la ley electoral. A partir de la undécima legislatura fue el portavoz del grupo Ciudadanos en la cámara.
El 9 de abril de 2020 fue ingresado por la enfermedad de COVID-19.
Fue el candidato de Ciudadanos a la presidencia de la Generalidad en las elecciones al Parlamento de Cataluña de 2021, en la que su partido perdió 30 escaños, y también en las elecciones al Parlamento de Cataluña de 2024, donde Ciudadanos se quedó fuera del Parlamento catalán.